# 迦密聖道中學
迦密聖道中學（英語：Carmel Holy Word Secondary School）為香港大埔區一所津貼中學，位於香港新界大埔近太和邨，於1998年創校。

## 歷史
此校於1997年由基督教興學會向政府申建，並獲分配現址的校舍。由於開辦費用由基督教中國佈道會捐贈，此校因而冠名，並沿襲同系學校以「迦密」為校名開首。
至1998年9月，此校如期開辦，首年僅招收中一及中四，各開五班；同年11月，基督教中國佈道會聖道堂於此校建立分支，名為「迦密聖道堂」。

## 歴屆行政人員

### 校監
- 聶錦勳博士（1998年-2001年，創校校監，兼辦學團體主席；2021年逝世）
- 關繼祖教授（2001年-2005年，後升任辦學團體主席）
- 許賢發先生，OBE，JP（2005年-2012年；2016年逝世）[8]
- 文子方長老
- 陳偉生博士（2013年-2020年；2021年逝世）
- 陳世和先生（2020年-？）
- 徐奇榮先生（？年起，現任校監，2025年起兼辦學團體主席）

### 校長
- 郭永強先生，BBS，MH，JP（1998年-2017年，創校校長，退休後轉職至羅定邦中學）[8]
- 陳凱茵女士（2017年-2021年；後轉職至宣道會陳瑞芝紀念中學）[9]
- 鍾志源博士（2021年-2023年；原為明愛胡振中中學校長，後轉職至荃灣聖芳濟中學）
- 劉詠詩女士（2023年起，現任校長）

## 校舍
此校為一座1995年版中學靈活式校舍，佔地6,035平方米，設有26間課室及各種特別室，並與毗鄰的大埔官立小學共用私家路及變電站。

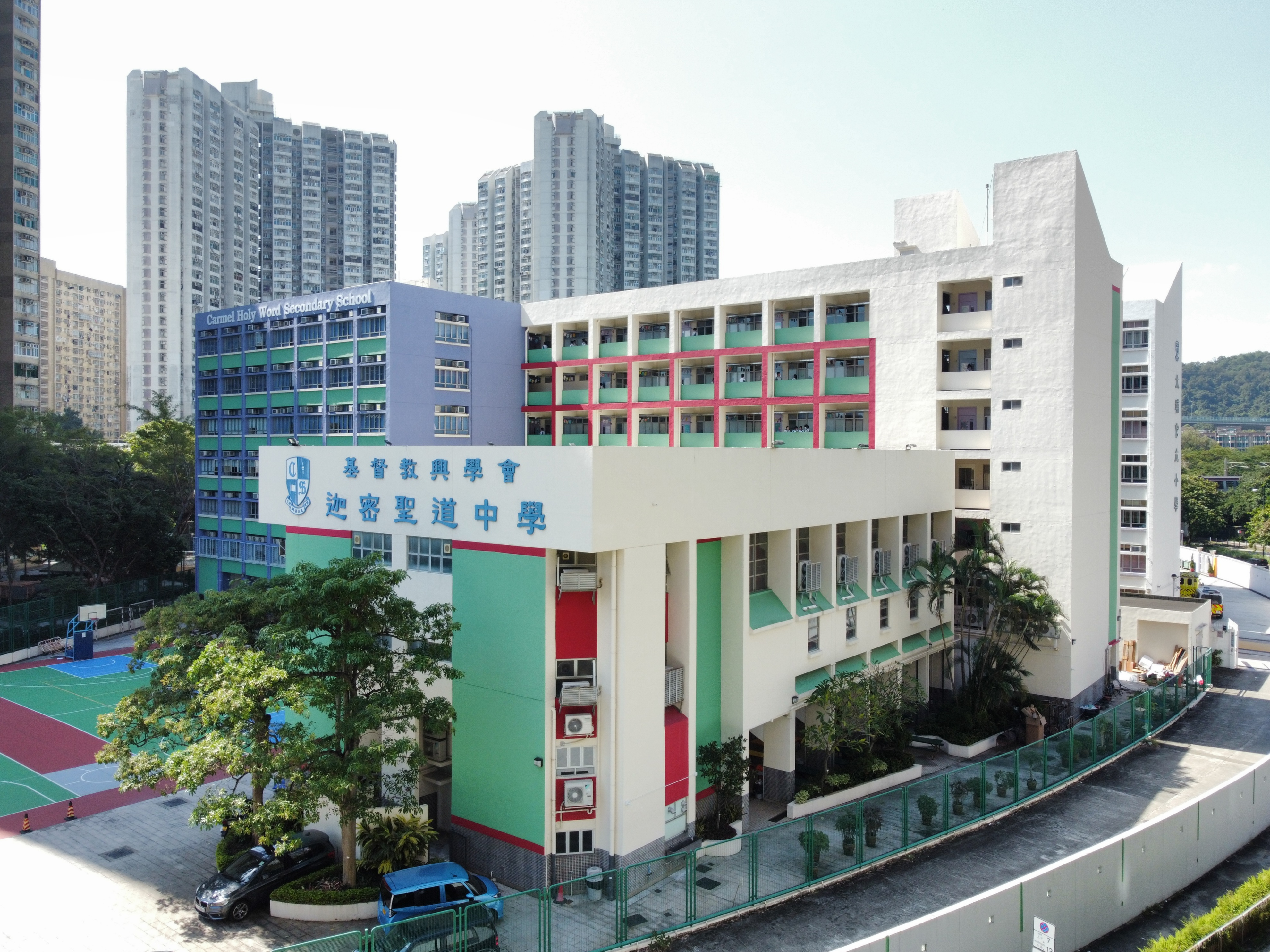
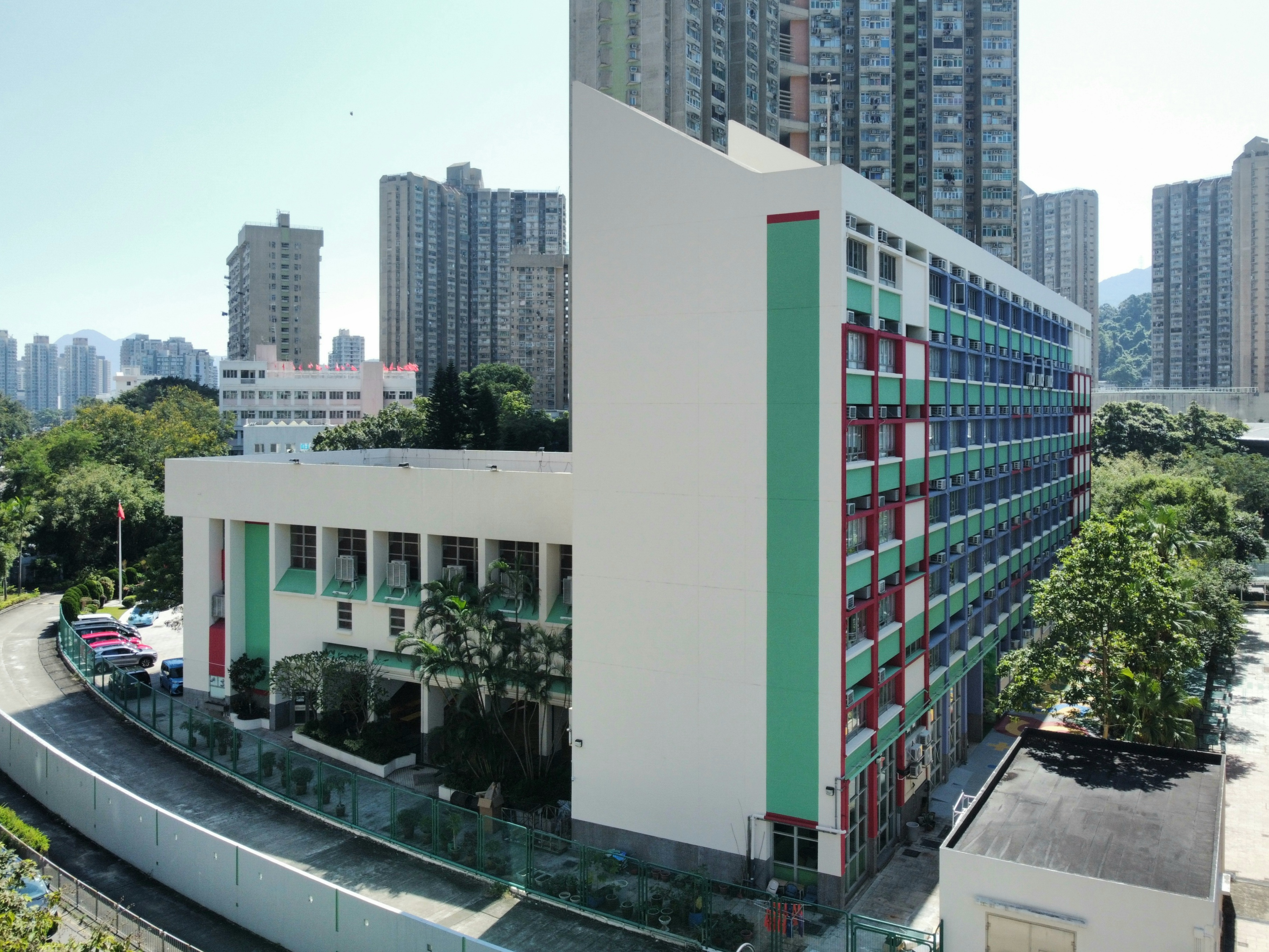
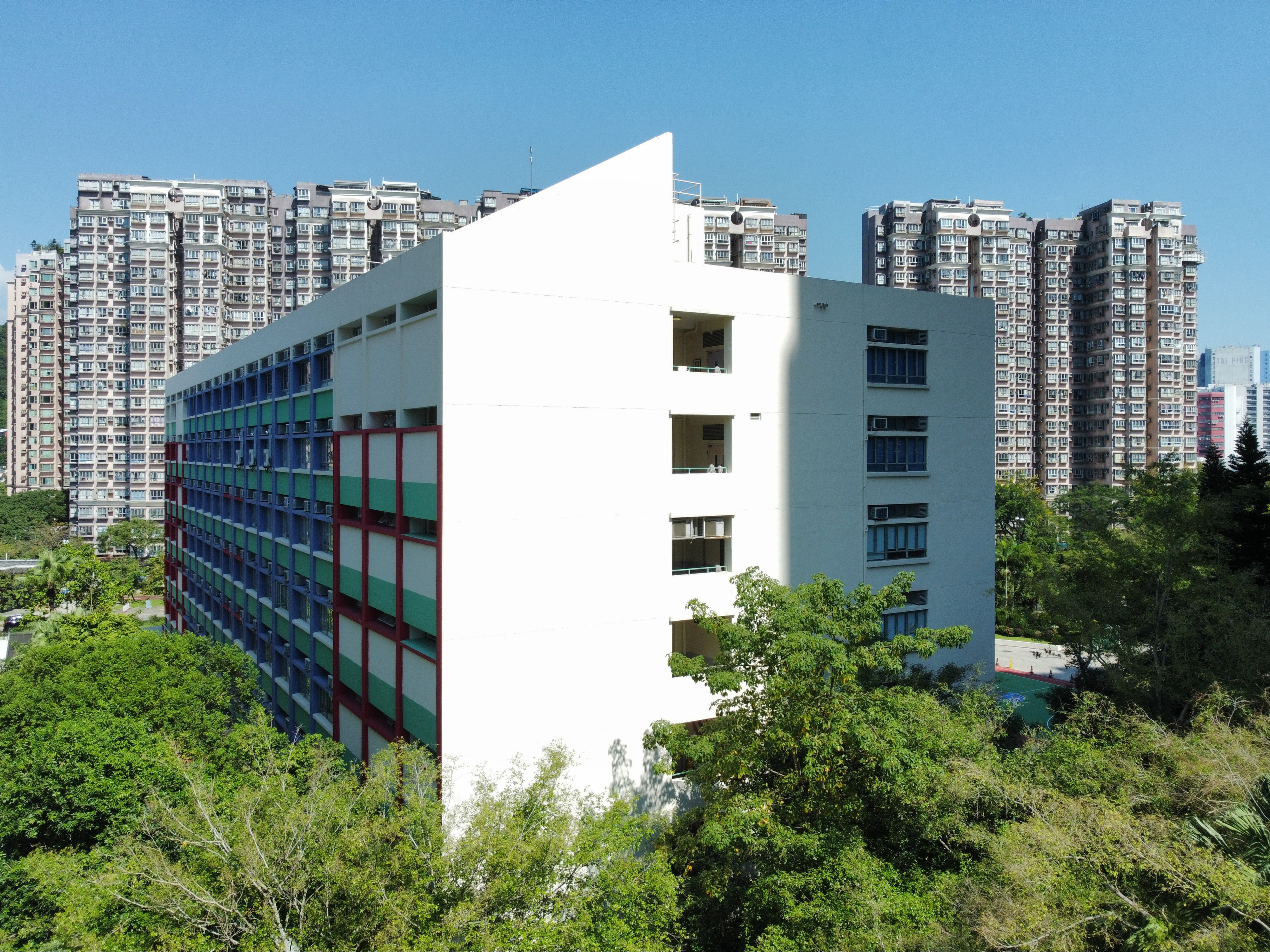
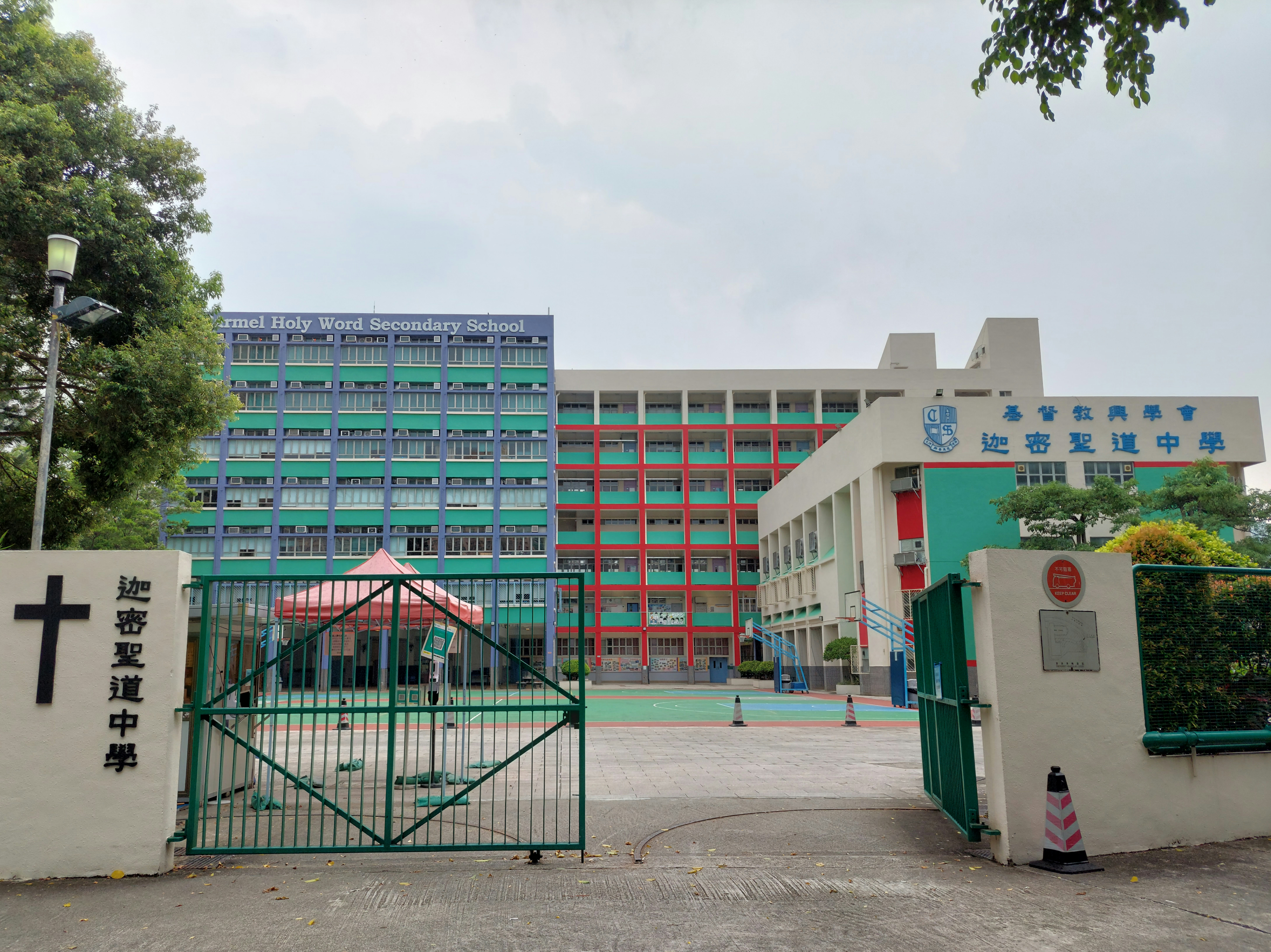

校舍由大道建築公司承建，1998年竣工啟用。

## 事件
- 2008年4-5月間，此校一名16歲男生於快餐店工作期間，在店內經理室強姦另一名同齡女員工，並將相關片段錄影及上傳至互聯網。及後，被告於翌年被判強姦罪成，入獄4年[10]。
- 2017年6月30日，此校一名教師於開會後突然中風暈倒，送院搶救多日後不治。及後，其家人按照他的遺願，捐出其肝、腎作移植之用[11]。

## 傑出/知名校友
- 溫學文（2005年中七畢業）：青年創業軍創辦人，成功商人。
- 姚宏遠（2009年中五畢業[12]）：無綫電視藝人
- 黃兆健（2015年中六畢業）：前大埔區議員
- 呂俊傑（2018年中六畢業）：遵理經濟科補習名師 (全港第一位00後大型補習社導師)

## 外部連結
- 迦密聖道中學 （页面存档备份，存于）